# Dientje Dull
Herberdina Margaretha Rebecca Maria (Dientje) Dull (Winschoten, 17 december 1854 - Hilversum, 8 februari 1941) was voorvechter van vrouwenrechten in de negentiende eeuw.
Dientje was telg uit een deftig Groninger geslacht. Ze was de dochter van de rechter Carel Wilhelm Dull (1816-1874) en Sibendina Johanna Quintus (1820-1917). Nadat haar medestrijdster in de Vrouwenbond Cato Pekelharing-Doijer in 1913 was overleden trouwde zij op 12 december 1916 met weduwnaar Adrianus Pekelharing.

## Nationale Tentoonstelling van Vrouwenarbeid
Dientje Dull nam als lid van De Vrouwenbond Groningen, kortweg ‘De Vrouwenbond’, het initiatief voor het organiseren van de Nationale Tentoonstelling van Vrouwenarbeid in 1898. Het organiserende bestuur daarvan bestond naast twee andere Groninger Vrouwenbondleden, Catharina Agatha Worp-Roland Holst en Cato Pekelharing-Doijer, verder uit Cécile Goekoop-de Jong, Anna Polak en Marie Jungius.